# Katedra Jezusa Miłosiernego w Witebsku
Katedra Jezusa Miłosiernego w Witebsku (biał. Катэдра Езуса Міласэрнага ў Віцебску) – rzymskokatolicki kościół pod wezwaniem Jezusa Miłosiernego, znajdujący się przy ul. Żołnierzy internacjonalistów 28 w Witebsku. Od 19 czerwca 2011 roku pełni funkcję katedry diecezji witebskiej.

## Historia
W miejscu obecnego kościoła w 2000 roku wybudowano kaplicę. 12 września 2004 roku bp Władysław Blin poświęcił plac pod budowę nowego kościoła, na którą władze miasta wydały zezwolenie w połowie października tego roku. Budowę prowadzili salwatorianie.
W 2008 roku z okazji 30 rocznicy wyboru kard. Karola Wojtyły na papieża, na placu przykościelnym ustawiono jego pomnik, ufundowany przez polskich katolików. Pomnik ma około 4,5 metra wysokości, na cokole z czerwonego granitu znajduje się napis w języku polskim i białoruskim. 
10 października 2009 roku odbyła się uroczysta konsekracja kościoła, której dokonał nuncjusz apostolski na Białorusi abp Martin Vidović, który przed laty święcił kamień węgielny pod jego budowę. Obok świątyni powstał dom katechetyczny, w którym są m.in. kawiarnia młodzieżowa, klub internetowy, sala teatralna. W 2010 została tutaj przeniesiona kuria diecezjalna. 
19 czerwca 2011 roku, w uroczystość Bożego Ciała kościół otrzymał tytuł katedry diecezji, który od 1999 roku należał do kościoła św. Barbary w Witebsku. Uroczystej Mszy Świętej przewodniczył kardynał Robert Sarah.